# NGC 207
NGC 207 là một thiên hà xoắn ốc khoảng 178  triệu năm ánh sáng từ Hệ mặt trời  trong chòm sao Kình Ngư. Nó được phát hiện vào ngày 7 tháng 12 năm 1857, bởi RJ Mitchell.